# Краинка (деревня)
Краинка — деревня в Суворовском районе Тульской области России. 
В рамках административно-территориального устройства является центром Рождественской сельской территории Суворовского района, в рамках организации местного самоуправления входит в Северо-Западное сельское поселение.

## География
Расположена на реке Черепеть, в 85 км к западу от центра города Тулы и в 10 км к западу от центра города Суворов.

## Население
| 2002 | 2010 |
| ---- | ---- |
| 129  | ↗161 |